# Oumalat Magomedov
Oumalat Magomedov (1979 - 31 décembre 2009), également connu sous le nom d'Amir al-Bara, est un islamiste opérant à l'intérieur de la République du Daguestan. Il dirigeait Sharia Jamaat, branche islamiste de l'émirat du Caucase créé par Dokou Oumarov, depuis le décès de son prédécesseur, Amir Muaz (Omar Cheikhoullaïev).

## Biographie
Il naît à Khassaviourt ou Nijni Djengoutaï (en) au Daguestan en 1979,.
Après le décès d'Omar Cheikhoullaïev le 5 février 2009, il est promu « émir du Daguestan » par Dokou Oumarov, émir autoproclamé de l'émirat du Caucase, en avril 2009. Il prend le nom de guerre d'Al-Bara.
À l'été 2009, le Daguestan connaît un regain de violences. Le 25 mai 2009, un imam, Akhmed Tagaïev, est assassiné par balles à Makhatchkala. Il était connu pour son rejet du wahhabisme et du fondamentalisme musulman.
Le 5 juin 2009, Adilguereï Magomedtaguirov (en), ministre de l'Intérieur (en), est assassiné dans la capitale alors qu'il assistait à un mariage. Les rebelles revendiquent la responsabilité de l'attentat lors de la visite du président russe Dmitri Medvedev à Makhatchkala le 10 juin.

## Décès
Oumalat Magomedov est mort dans la nuit du 31 décembre 2009 à Khassaviourt, abattu par la police daguestanaise alors qu'il se trouvait à bord d'un véhicule avec trois autres militants, également éliminés lors de l'échange de tirs.
Des notes trouvées sur sa dépouille révèlent que l'insurrection daguestanaise serait financée par des fonds en provenance de Turquie, de Géorgie, d'Azerbaïdjan et des Émirats arabes unis. La somme s'élèverait à 10 millions de roubles selon la chaîne de télévision russe NTV.
Le 6 janvier 2010, un attentat-suicide frappe un garage de la police routière à Makhatchkala, faisant 7 morts parmi les forces de l'ordre et 20 blessés. Le 8 janvier, l'un des commanditaires présumés de l'attentat, Marat Kourbanov, présenté comme le successeur de Magomedov par le FSB, est éliminé dans des circonstances similaires avec deux autres terroristes.
Sa jeune veuve, Djennet Abdourakhmanova (ru) (née en 1992) dite « Abdoullaïeva », est l'une des deux femmes kamikazes soupçonnées d'être responsables des attentats du 29 mars 2010 à Moscou.
Magomedali Vagabov lui succède à la tête de Sharia Jamaat le 15 juillet 2010.